# 三幸エステート
三幸エステート株式会社 （さんこうエステート）は、東京都中央区に本社を置く不動産会社。
オフィスビル賃貸仲介として、三鬼商事、シービーアールイーと並ぶ大手事業者である。

## 概要
オフィスビルの総合コンサルティング会社として、ワークプレイスコンサルティングサービス、オフィスビル賃貸仲介サービス、プロジェクトマネジメントサービスを実施している。
全国の賃貸オフィスビルに関する調査を行っており、2011年1月からニッセイ基礎研究所と共同で開発した成約賃料に基づく「オフィスレント・インデックス」を公表している。

## 沿革
- 1977年（昭和52年）5月 - 東京、仙台、札幌にて設立
- 1983年（昭和58年）3月 - 3社を合併
- 1989年（平成元年）10月 - 名古屋支店開設
- 1999年（平成11年）1月 - 大阪支店開設
- 2012年（平成24年）9月 - 福岡支店開設
- 2015年（平成27年）12月 - 新宿支店開設
- 2016年（平成28年）2月 - 渋谷支店開設
- 2017年（平成29年）12月 - 虎ノ門支店、神田支店開設
- 2024年（令和6年）10月 - 品川支店開設

## 事業所・グループ会社
事業所
- 本社：東京都中央区銀座4-6-1 銀座三和ビル
- 支店：札幌・仙台・新宿・渋谷・虎ノ門・神田・品川・名古屋・大阪・福岡

グループ会社
- 三幸オフィスマネジメント株式会社
- 三幸アセットマネジメント株式会社
- 株式会社エム・エス・ビルサポート
- 株式会社オフィスビル総合研究所